# Dr. M
Dr. M és una pel·lícula dirigida per Claude Chabrol el 1990.

## Argument
Una ona de suïcidis s'estén per Berlin-Oest. Un policia, el tinent Hartmann, comença la seva investigació...

## Repartiment
- Alan Bates: Dr. Marsfeldt / Guru
- Jennifer Beals: Sonja Vogler
- Jan Niklas: Tinent Claus Hartman
- Andrew McCarthy: assassí
- Benoît Régent: Stieglitz